# Кістяківська Віра
Ві́ра Кістякі́вська (англ. Vera Kistiakowsky; 1928, США — 11 грудня 2021) — американська науковиця українського походження, вчена-фізик, член Американського фізичного товариства та Американської асоціації сприяння розвитку науки. Професор-емерит фізичного факультету в Массачусетському технологічному інституті та Лабораторії ядерних наук та є активісткою залучення жінок в науці. Кістяківська — фахівець з експериментальної фізики частинок та спостережної астрофізики. Вона була першою жінкою, яку призначили професоркою фізики МТІ.

## Родина й освіта
Кістяківська народилася в Принстоні, штат Нью-Джерсі, у 1928 році. Вона є дочкою хіміка-фізика Георгія Кістяківського, який викладав у Гарварді та виконував обов'язки наукового радника президента Дуайта Д. Айзенхауера. Її мати, Гільдегард Мабіус, шведка за походженням, була дочкою лютеранського пастора, і вона пішла до школи в Берліні, щоб отримати доктора медичних наук. Однак вона ніколи не стала лікарем, натомість працювала техніком і підтримувала медичні підрозділи на передовій Першої світової війни. На раннє навчання Кістяківської сильно вплинув її батько. Він уклав спеціальні домовленості, щоб вона могла проводити літо в Лос-Аламосі з ним, де він працював над Мангеттенським проєктом. Віра закінчила школу у Массачусетсі, перевівшись згодом до Пітсбурга. Згодом відвідувала коледж Маунт Голідок і закінчила його у 1948 році.
Здобула степінь доктора хімічних наук в Каліфорнійському університеті в Берклі в 1952 році. Вона вийшла заміж за Герхарда (Джеррі) Еміля Фішера, однокурсника Каліфорнійського університету в Берклі, в 1951 році, і має трьох дітей.

## Кар'єра
Професійна кар'єра Кістяковськівської розпочалася в галузі ядерної хімії, згодом перейшла до ядерної фізики, а потім фізики частинок і, нарешті, астрофізики. Вона мала докторантуру, працюючи в експериментальній ядерній фізиці разом з Луїсом Вольтером Альваресом. Вона працювала в Колумбійському університеті в 1954–1959 роках, спочатку науковим співробітником з хімії, асистентом хіміка-атомника; потім вона знайшла підтримку, щоб стати науковим співробітником на кафедрі фізики, який допомагаючи там Ву Цзяньсюн. Кістяківська та її родина переїхали до Кембриджу, штат Массачусетс, коли її чоловік влаштувався на роботу там. Потім вона недовго працювала в університеті Брандейса доцентом до початку роботи в Массачусетському технологічному інституті в 1963 році. У MIT вона почала свою кар'єру співробітником лабораторії ядерних наук MIT, де вона працювала з 1963 по 1969 рік. Вона була старшим науковим співробітником кафедри фізики MIT з 1969 по 1971 рік.
У 1972 році вона була першою жінкою, призначеною професором фізики MIT. Вела дослідження в галузі експериментальної ядерної фізики, експериментальної фізики високих енергій та астрофізики. Автор понад ста наукових праць.
Брала участь у проєктуванні та спорудженні нового детектора елементарних частинок для Стенфордського лінійного прискорювача.

## Громадська діяльність
У 1969 році вона була співзасновницею Бостонської групи «Жінки в науці та техніці» (WISE), яка є попередником Бостонської Асоціації жінок в науці (AWIS). Кістяківська обіймала посаду голови або члена численних комітетів та груп MIT, що стосуються жінок в MIT включаючи Форум жінок, та Спеціального комітету з питань ролі жінок в MIT. У 1971 р. Вона заснувала Комітет Американського фізичного товариства (APS) з питань статусу жінок у фізиці, отримала грант від Sloan Foundation в розмірі 10 000 доларів США для підготовки анкет щодо умов праці жінок. Комітет також створив реєстр жінок-фізиків, «щоб протистояти твердженням, щодо відсутності кваліфікованих працівників». Звіту комітету переконав APS створити Комітет зі статусу жінок у фізиці у 1972 році, який працює і сьогодні.
Брала також участь в Національній конференції науково-дослідної ради щодо жінок у науці та техніці та була членом Асоціації жінок у науці, жінок у науці та техніці. Обиралась до Ради Американської асоціації розвитку науки (1987—1989).
Була противницею перегонів озброєнь. Виступала проти стратегічних оборонних ініціатив президента Р. Рейґана.

## Вибрані публікації
- Kistiakowsky, Vera (1979-4). Women in Physics and Astronomy. Annals of the New York Academy of Sciences (en) 323 (1 Expanding the). с. 35–47. ISSN 0077-8923. doi:10.1111/j.1749-6632.1979.tb16839.x.
- Kistiakowsky, Vera. One way is down:a book about gravity. Boston : Little, Brown, ©1967.
- Kistiakowsky, Vera. A study of the isotopes of promethium. Berkeley, Ca. : [Lawrence] Radiation Laboratory. ; Oak Ridge, Tn. : Technical Information Service, 1952. Thesis (Ph. D. in Chemistry)--University of California, Jan. 1952.
- Kistiakowsky, Vera. The decay of Pm¹⁵⁰. Berkeley, Ca. : [Lawrence] Radiation Laboratory, 1954.
- Kistiakowsky, Vera. Women in engineering, medicine and science: a demographic paper prepared for the Conference on Women in Science and Engineering, National Research Council, June 11-12, 1973
- Kistiakowsky, Vera. Women Doctoral Scientists in the United States (1973)
- Kistiakowsky, Vera. An Outlook Book about Atomic Energy... Illustrated by Jerry Robinson. Edinburgh: Oliver & Boyd, 1963
- Kistiakowsky, Vera. Women in Physics and Astronomy
- Kistiakowsky, Vera. Radiochemistry and the nuclear counter by Vera Kistiakowsky. 1948